# Scheidplatz (métro de Munich)
Scheidplatz (en allemand : U-Bahnhof Scheidplatz) est une station de correspondance de la ligne U2 et de la ligne U3 du métro de Munich. Elle est située sous la Belgradstrastraße dans le secteur Schwabing-West (de) (Schwabing), à Munich en Allemagne.
Mise en service en 1993, elle est desservie par les rames des lignes U2, U3 et U8. Elle est en correspondance avec une station du tramway de Munich, desservie par les lignes 12 et 28.

## Situation sur le réseau

Plan du métro (2020).

Établie en souterrain, Scheidplatz est une station de correspondance comprenant dans le même espace souterrain une station de la ligne U2 et une station de la ligne U3 du métro de Munich.
Sur la ligne U2, elle est située entre la station Milbertshofen, en direction du terminus nord Feldmoching, et la station Hohenzollernplatz, en direction du terminus est Messestadt Ost,.
Sur la ligne U3, elle est située entre la station Petuelring, en direction du terminus Moosach, et la station Bonner Platz, en direction du terminus est Fürstenried West,.
Elle dispose, en parallèle dans le même espace de deux quais centraux encadrés chacun par les deux voies de leur ligne,.